# Цвета Кръстенякова
Цвета Кръстенякова е българска учителка.

## Биография
Родена е през 1825 г. във Враца. Обучава се от хаджи Георги Софиятеца през 1830-те години. Учи при Анастасия Димитрова в Плевен. От 1843 до 1852 г. учителства във Враца. тя е първата учителка в девическото училище. През Кримската война училището е закрито и преподава в дома си. Председател е на местното женско дружество. Насърчава създаването на дружество „Милосърдие“, в което жените от Враца намират място за обществена изява в първите години след Освобождението.
Умира на 17 януари 1919 г.